# Ba Duan Jin
Ba Duan Jin, auch Baduanjin (chinesisch 八段錦 / 八段锦, Pinyin Bāduànjǐn, auch 八段錦氣功 / 八段锦气功,  Bāduànjǐn Qìgōng), ist eine traditionelle chinesische Form der Qigong-Übungen, die eine lange historische Tradition hat und der Gesundheitsförderung dient. Die Formen des Ba Duan Jin besteht aus acht Übungen. Daraus erklärt sich der Name Ba Duan Jin: „Acht Stücke Brokat“. Wegen der raffinierten Choreographie, den geschmeidigen Bewegungen und der anmutigen Haltung werden die Übungen mit der Schönheit und Kostbarkeit eines Brokatstoffes verglichen.

## Geschichte
Aufzeichnungen zu den Ba Duan Jin wurden bereits im 12. Jahrhundert als Text verfasst. In der Überlieferung hat es eine weitaus längere Geschichte. Ba Duan Jin ist eine sichere und zuverlässige aerobe Sportart und durch die vertiefte Ein- und Ausatmung steigt die Sauerstoffversorgung im Körper. Die einzelne Übung dient zur Stärkung bestimmter Organe, die komplette Form trainiert den ganzen Körper. In den Bereichen Sport, Kampfkunst, Medizin und Qigong wird Ba Duan Jin traditionell in verschiedenen Varianten zur Gesundheitserhaltung, als Kampfsport, zur Krankengymnastik und als Fitness Qigong umfassend praktiziert. Die Version der Übung im Sitzen ist sehr sanft und deshalb auch für geschwächte Menschen gut geeignet. Die Version im Stehen, früher auch die kämpferische Version genannt, erfordert mehr Körperkraft.

## Neue Fassung des Ba Duan Jin
Ende des 20. Jahrhunderts hat das Chinesische Staatliche Amt für Allgemeinen Sport eine landesweite Kampagne für „gesundheitserhaltendes Qigong und Ba Duan Jin“ als ideale Sportübung für die Förderung der Volksgesundheit durchgeführt. Die neue Fassung des Ba Duan Jin („Neues Ba Duan Jin“ – 新八段锦) wurde von Professor Ding Hongyu, der in der Fachrichtung Sport der Universität Nanjing unterrichtete, 1996 neu konzipiert. Das Neue Ba Duan Jin hat den Inhalt der Kampfkunst bereichert und die Namen der Übungen vereinfacht. Die Bewegungsspanne wurde erhöht und die Trainingsbelastung reduziert. Das tiefe Einatmen und lange Ausatmen stehen bewusst im Mittelpunkt der Übungen. Dadurch kommt es zur Verbesserung der Sauerstoffversorgung. Die Beine und die inneren Organe, insbesondere die Nieren, werden gestärkt, die Gehirnfunktion wird aktiviert und vieles mehr.

## Die Übungen des Neuen Ba Duan Jin

### Übung 1: Mit den Händen den Himmel stützen und den Dreifachen-Erwärmer-Meridian ausrichten

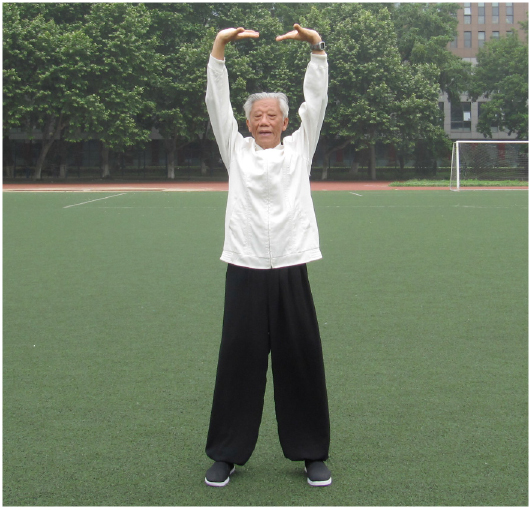
Übung 1 – Ding Hongyu

Ausgangsstellung: Den Oberkörper in eine gerade Position bringen. Die Füße parallel stellen, schulterbreit auseinander. Die Arme hängen an den Seiten des Körpers. Den Blick gerade nach vorne richten. Die Zunge berührt den Gaumen. Natürlich atmen und den ganzen Körper entspannen.
1. Mit der Einatmung die Hände vor dem Körper von unten nach oben führen bis auf Brusthöhe. Dabei zeigen die Handflächen nach oben, die Fingerspitzen zueinander und der Daumen ist im rechten Winkel abgespreizt. Diese Handposition heißt Tigermaul (HuKou). 2. Mit der Ausatmung drehen die Hände über die Schulter nach oben. Die Ellenbogen dabei hinaus zu den Seiten schieben, Handflächen nach oben. Am Ende der Bewegung zeigen die Fingerspitzen in Richtung des Halses etwas unterhalb der Ohrläppchen. 3. Mit der Einatmung die Hände in unveränderter Position so weit wie möglich nach oben strecken. HuKou einander gegenüberstellen. Den Blick nach vorne richten, dabei die Fersen vom Boden lösen. 4. Mit der Ausatmung werden die Hände bogenförmig zurück in die Ausgangsstellung gebracht. 5. — 8. Die gleichen Bewegungen 1 — 4 werden wiederholt. Die Bewegungen 1 — 8 zweimal oder viermal ausführen.

### Übung 2: Den Bogen spannen und auf den Geier zielen

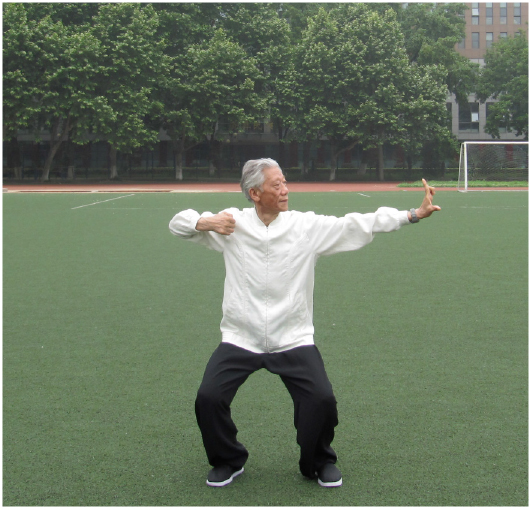
Übung 2 – Ding Hongyu

Ausgangsstellung: Die Füße parallel stellen, etwas breiter als die Schultern. Die Hände vor der Brust kreuzen. Dabei darauf achten, dass die Hände einen rechten Winkel bilden. Die linke Hand ist dabei innen und die Handflächen sind zur Brust gerichtet. Den Blick nach vorne richten.
1. Mit der Einatmung den linken Arm nach links gerade strecken, die Handfläche schaut nach außen. Die Hand macht dabei das chinesische Zeichen für die Acht (BaZi), d. h. der Daumen wird vom gestreckten Zeigefinger rechtwinklig abgespreizt. Die restlichen Finger werden am zweiten Fingerglied eingerollt. Die rechte Hand zur Faust schließen und vor der Brust nach rechts ziehen, um den Bogen zu spannen. Faust und Ellbogen befinden sich am Ende der Bewegung auf einer Linie. Gleichzeitig die Knie beugen zur Stellung des Pferdes (MaBu). Dabei den Kopf nach links drehen und den Blick auf den linken Zeigefinger richten. 2. Mit der Ausatmung die Beine strecken, den Kopf nach vorne drehen. Dabei die linke Hand nach unten führen und die Handposition (BaZi) lösen. Die rechte Hand zur Körpermitte führen und die Faust lösen. Anschließend die linke Hand vor der Körpermitte nach oben führen. Nun kreisen beide Hände einmal umeinander. Am Ende sind die Hände wieder vor der Brust gekreuzt. Die rechte Hand ist jetzt innen und die Handflächen schauen zur Brust. 3. — 4. Die gleichen Bewegungen wie 1 — 2 in die entgegengesetzte Richtung ausführen. 5. — 8. Die gleichen Bewegungen 1 — 4 werden wiederholt. Die Bewegungen 1 — 8 zweimal oder viermal ausführen.

### Übung 3: Die Arme einzeln hochheben, um Magen und Milz zu regulieren

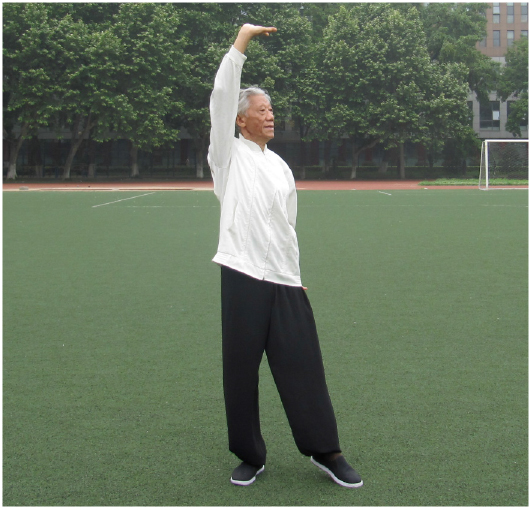
Übung 3 – Ding Hongyu

Ausgangsstellung: Die Füße auseinander stellen. Die Handflächen vor der Brust zusammenlegen.
1. Mit der Einatmung die Hände – an den Handgelenken aneinander gedrückt – drehen, so dass die rechte Hand oben und die linke Hand unten ist. Anschließend die rechte Handfläche umdrehen und nach oben über den Kopf strecken, die linke Handfläche umdrehen und nach unten drücken. Beide Hände in entgegengesetzter Richtung anspannen. Gleichzeitig den Schwerpunkt auf das rechte Bein verlagern und den Körper um 90° nach links drehen. Die linke Ferse dabei vom Boden lösen, so dass die Körperdrehung auf den Zehen erfolgen kann. Am Ende der Bewegung befindet man sich in der Stellung des Leeren Schrittes (XuBu). Der Blick folgt der Bewegung. 2. Mit der Ausatmung den Körper wieder nach rechts in die Ausgangsposition bringen. Dabei die Hände vor der Brust aufeinander legen. Die Hände berühren sich an den Handgelenken, rechte Hand oben, linke Hand unten. 3. — 4. Die gleichen Bewegungen wie 1 — 2 in die entgegengesetzte Richtung ausführen. 5. — 8. Die gleichen Bewegungen 1 — 4 werden wiederholt. Die Bewegungen 1 — 8 zweimal oder viermal ausführen.

### Übung 4: Die von den Fünf Anstrengungen und Sieben Betrübnissen verursachten Krankheiten vertreiben

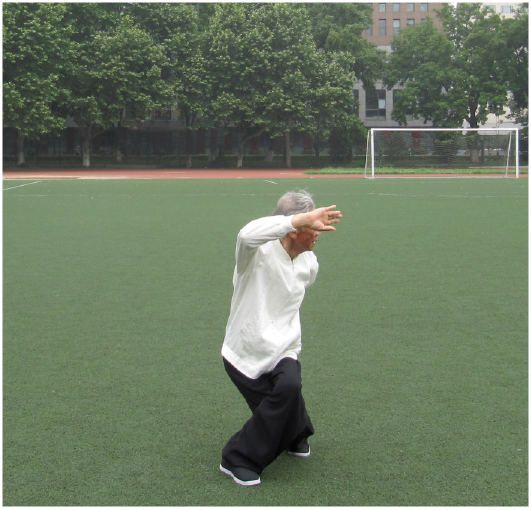
Übung 4 – Ding Hongyu

Ausgangsstellung: Die Füße nebeneinander stellen. Die Arme hängen an den Seiten des Körpers.
1. Bei der Einatmung mit dem linken Fuß einen Schritt nach links machen. Dabei die Arme seitlich nach oben bis auf Schulterhöhe anheben, die Handflächen schauen dabei nach unten. Anschließend den Körper um 90° nach links drehen, den Schwerpunkt auf den linken Fuß verlagern. Die rechte Ferse dabei anheben. Beide Beine sind gestreckt. 2. Mit der Ausatmung den Körper um 90° nach rechts drehen. Der linke Arm geht dabei nach oben und der rechte Arm nach unten. Die Handflächen schauen dabei nach vorne. Während der linke Arm wieder nach unten geht, steigt der rechte Arm nach oben über den Kopf. Anschließend den rechten Arm im Ellbogen beugen, die Handfläche schaut nach vorne. Beim linken Arm die Finger und den Daumen zur Hakenhand (GouShou) schließen, d. h. die Spitzen des Daumens und der Finger werden zusammengebracht und das Handgelenk nach unten gebeugt. Während der Bewegung der Arme wird der rechte Fuß hinter den linken Fuß gesetzt. Dabei geht man in die Hocke und befindet sich dann in der Stellung des Ruhenden Schrittes (XieBu). Der Blick geht dabei zur linken Hand. 3. Mit der Einatmung wieder aufstehen. Den rechten Fuß zum schulterbreiten Stand zurücksetzen. Gleichzeitig beide Arme vor der Brust kreuzen, der rechte Arm wird über den linken Arm gekreuzt, die Handflächen zeigen zum Körper. 4. Mit der Ausatmung werden die Arme in einem Bogen zur linken und zur rechten Körperseite in die Ausgangsposition gebracht. Die Handflächen dabei nach außen drehen und gleichzeitig den linken Fuß wieder an den rechten Fuß heransetzen. 5. — 8. Die gleichen Bewegungen 1 — 4 werden in die entgegensetzte Richtung wiederholt. Die Bewegungen 1 — 8 zweimal oder viermal ausführen.

### Übung 5: Mit Wiegen und Wedeln die innere Hitze aus dem Herzen vertreiben

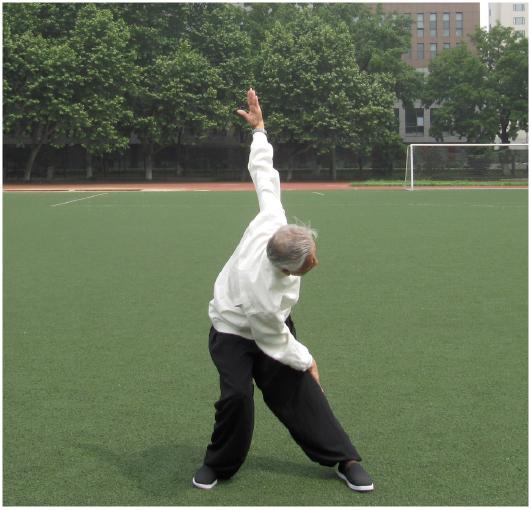
Übung 5 – Ding Hongyu

Ausgangsstellung: Die Füße nebeneinander stellen. Die Arme hängen an den Seiten herab.
1. Mit dem linken Fuß einen Schritt nach links machen (etwas breiter als die Schultern). Die Hände dabei bis zur Höhe der Schultern anheben (Handflächen nach unten). Anschließend den Oberkörper nach links vorne bücken und dabei das rechte Bein beugen. Den Schwerpunkt dabei auf das rechte Bein verlagern und die Fußspitze des linken Fußes vom Boden lösen (das linke Bein bleibt dabei gerade). Der Kopf folgt dabei der Bewegung nach links, während man mit der rechten Hand auf die Außenseite des Beines etwas unterhalb des linken Knies schlägt, auf den Punkt ZuSanLi (Drei Meilen am Bein) des Magenmeridians. Die linke Hand geht dabei weiter nach hinten und oben. 2. Den Oberkörper aufrichten und die Hände wieder bis auf Schulterhöhe bringen (Handflächen nach unten). Die Füße bleiben an der Position stehen. Anschließend den Oberkörper nach rechts vorne bücken und dabei das linke Bein beugen. Den Schwerpunkt dabei auf das linke Bein verlagern und die Fußspitze des rechten Fußes vom Boden lösen (Das rechte Bein bleibt dabei gerade). Der Kopf folgt dabei der Bewegung nach rechts, während man mit der linken Hand auf die Außenseite des Beines etwas unterhalb des rechten Knies auf den Punkt ZuSanLi schlägt. Die rechte Hand geht dabei weiter nach hinten und oben. 3. Den Körper nach vorne drehen und in eine aufrechte Position bringen. Beide Arme entlang des Körpers nach vorne oben bewegen, die Ellenbogen beugen, mit den Händen auf die Schulterblätter zum Punkt DaZhui (Großer Wirbel) des Lenkergefäßes schlagen. Man befindet sich nun in der Stellung des Pferdes (MaBu). 4. Die Beine wieder strecken und die Arme gestreckt (Handflächen nach vorne) nach unten führen. Dabei die Hände zur Faust schließen und mit dem jeweiligen Mittelfinger der Hand den Punkt LaoGong (Im Zentrum der Arbeit) des Perikardmeridians drücken. 5. — 8. Die gleichen Bewegungen 1 — 4 werden wiederholt. Die Position 4 ist die Ausgangsstellung für die Position 5 (d. h. die Position der Füße wird nicht verändert). Am Ende der Übung wird der linke Fuß zum rechten Fuß zurückgebracht. Die Bewegungen 1 — 8 zweimal oder viermal ausführen.

### Übung 6: Tief beugen, um die Nieren und den Hüftbereich zu stärken

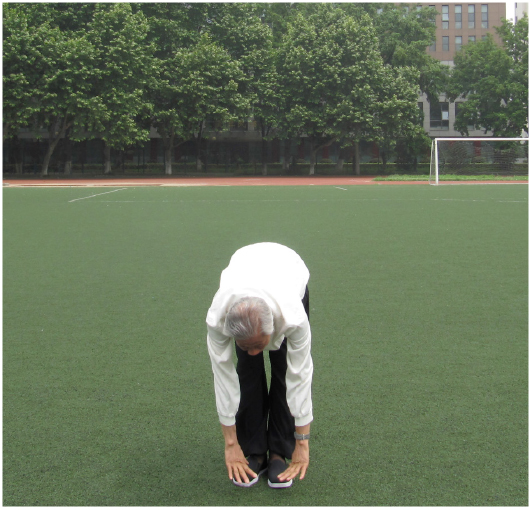
Übung 6 – Ding Hongyu

Ausgangsstellung: Die Füße nebeneinander stellen. Die Arme hängen an den Seiten des Körpers.
1. Mit der Einatmung die Hände umdrehen (Handflächen schauen nach außen) und dann die Arme nach oben über den Kopf führen, bis sich die Handflächen berühren. Der Blick geht nach oben zu den Handflächen. 2. Mit der Ausatmung die Hände nach unten bringen und die Finger dabei vor der Brust kreuzen. Den Oberkörper nach vorne beugen, die Beine bleiben dabei gestreckt. Die Hände möglichst weit zum Boden führen. 3. Bei der Einatmung die Hände voneinander lösen und beim anschließenden Aufrichten des Oberkörpers mit den Händen über die Fußrücken, dann an der Rückseite der Beine nach oben streifen bis zum Punkt ShenShu (Transportpunkt zu den Nieren) des Blasenmeridians. Die Hände dabei schalenförmig über die Nieren stülpen, gleichzeitig Schließmuskel und Bauch anspannen. Die Fersen vom Boden lösen. 4. Mit der Ausatmung streifen die Handflächen an den Nieren mit sanftem Druck nach unten bis zu den Außenseiten des Körpers, während man die Fersen wieder zum Boden bringt. 5. — 8. Die gleichen Bewegungen 1 — 4 werden wiederholt. Die Bewegungen 1 — 8 zweimal oder viermal ausführen.

### Übung 7: Die Augen weit öffnen ‒ Qi vermehren

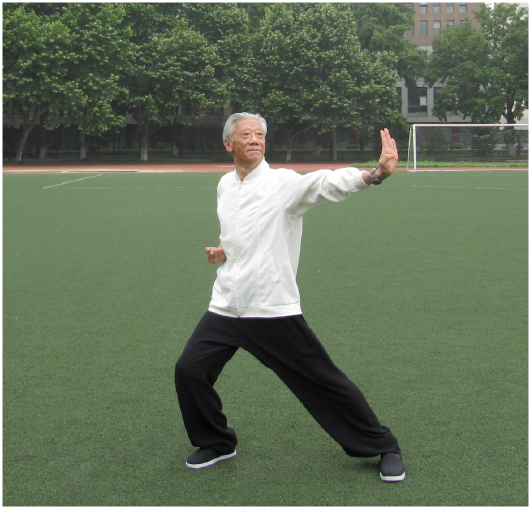
Übung 7 – Ding Hongyu

Ausgangsstellung: Die Füße parallel stellen. Die Arme hängen an den Seiten des Körpers.
1. Den linken Fuß einen Schritt nach links bewegen. Den Schwerpunkt auf das linke Bein verlagern, das rechte Bein bleibt gerade bei einem Seitlichen Bogenschritt (GongBu). Gleichzeitig die rechte Hand nach vorne rechts strecken. Der Arm wird dabei gerade gestreckt, Handfläche nach außen, Fingerspitzen nach oben auf Augenhöhe. Die linke Hand umdrehen (Handfläche nach oben), zur Faust schließen und zur Taille bringen. Den Oberkörper nach links drehen und so den rechten Arm nach links bringen. Der Arm wird dabei nicht bewegt, die Drehung erfolgt nur über die Taille. Mit weit geöffneten Augen zur rechten Hand blicken. 2. Die Beine ganz natürlich strecken. Gleichzeitig die rechte Hand zur Faust schließen (Handfläche nach oben) und zurück zur rechten Seite der Taille ziehen. 3. — 4. Die gleichen Bewegungen wie 1 — 2 in die entgegengesetzte Richtung ausführen. Die Position 2 ist die Ausgangsstellung für die Position 3 (d. h. die Position der Füße wird nicht verändert). 5. — 8. Die gleichen Bewegungen 1 — 4 werden wiederholt.
Die Bewegungen 1 — 8 zweimal oder viermal abwechselnd nach links und rechts ausführen.

### Übung 8: Sieben Mal rütteln und hundert Krankheiten vertreiben

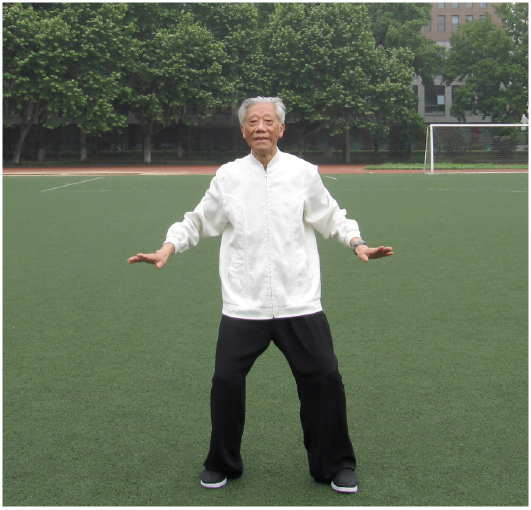
Übung 8 – Ding Hongyu

Ausgangsstellung: Die Füße parallel stellen, schulterbreit auseinander. Die Arme hängen an den Seiten des Körpers.
Teil 1: 1. — 4. Die Hände schwingen nach vorne, die Fersen dabei vom Boden lösen und anheben. Während die Hände herunterfallen (Handflächen nach unten), die Fersen fallenlassen und die Erde dadurch zum Beben bringen. Die Füße bleiben dabei gestreckt. Insgesamt vier Takte ausführen. Ein Takt (einmal rütteln) besteht aus einmal anheben und einmal beben. 5. — 8. Die Hände schwingen zu den Seiten, die Fersen dabei vom Boden lösen und anheben. Anschließend die Hände und Fersen fallen lassen. Die Beine bleiben dabei gestreckt. Insgesamt vier Takte ausführen. Ein Takt (einmal rütteln) besteht aus einmal anheben und einmal beben.
Teil 2: 1. — 4. Die Hände (Handflächen nach unten) in einer kreisförmigen Bewegung nach vorne und außen bringen (eine ähnliche Bewegung wie beim Schwimmen). Die Fersen dabei vom Boden lösen und anheben. Während die Hände wieder von außen nach innen in einer kreisförmigen Bewegung zurückgebracht werden, fallen die Fersen schnell zu Boden und bringen die Erde dadurch zum Beben. (Die Beine bleiben dabei gestreckt). Insgesamt vier Takte ausführen. 5. — 8. Dieselbe Fußbewegung wie 1. — 4., nur die Hände in die entgegengesetzte Richtung kreisen. Die Übung (Teile 1 und 2) einmal komplett ausführen.

## Filme
- Neues Ba Duan Jin (Acht Stücke Brokat). auf YouTube
- Ba Duan Jin – Traditionelle Form aus dem Shaolin Qi Gong. auf YouTube (eher kraftvoll und für jüngere Menschen geeignet)